# Ramona Perramón Vila
Ramona Perramón Vila (29. srpna 1898, Vic – 27. července 1936, Barcelona) byla španělská římskokatolická řeholnice kongregace Sester dominikánek od Zvěstování Panny Marie a mučednice. Katolická církev jí uctívá jako blahoslavenou.

## Život
Narodila se 29. srpna 1898 ve Vicu v provincii Barcelona. Několik dní po narození byla pokřtěna. Dne 10. září 1898 přijala v kostele svatého Dominika svátost biřmování.
Sloužila jako pomocnice v domácnosti, pracovala v textilní továrně a navštěvovala nedělní školu Sester dominikánek od Zvěstování Panny Marie.
Rozhodla se pro řeholní život a 13. září 1920 vstoupila k sestrám dominikánkám od Zvěstování Panny Marie. Dne 5. dubna 1928 složila své doživotní řeholní sliby. Od roku 1922 již pobývala v komunitě na ulici calle Trafalgar v Barceloně.
Po vypuknutí Španělské občanské války a pronásledování katolické církve byly některé sestry nuceny odejít k přátelům a rodinám. V komunitě v Barceloně zůstalo jen pár sester. Dne 27. července byla sestra Ramona, její představená Ramona Fossas Románs a sestry Adelfa Soro Bó, Otilia Alonso González, Teresa Prats Martí zatčeny a odvedeny milicionáři. Pronásledovatelé je mučili a nutili vzdát se víry, ale řeholnice odvážně odolaly.
Pod záminkou, že je vrátí zpátky do kláštera, nastoupily do nákladního vozu a odvezli na kopec Tibidabo. Následně je všechny postřelili. Sestra Ramona a sestra Otilia postřelení přežily a byly odvezeny do polní nemocnice Červeného kříže a zde zemřely. Dnes se místo činu nazývá „les Monges“ a roku 1858 byl na počest sester vztyčen pomník.

## Proces blahořečení
Dne 8. ledna 1958 byl v barcelonské arcidiecézi zahájen její proces blahořečení. Do procesu byli zařazeni také dva dominikánští terciáři a 9 dominikánských sester. 
Dne 19. prosince 2005 uznal papež Benedikt XVI. jejich mučednictví. Blahořečeni byli 28. října 2007.